# San Cosimato in Ostiense
San Cosimato in Ostiense är en kyrkobyggnad i Rom, helgad åt de heliga martyrerna Kosmas och Damianus. Kyrkan är belägen vid Via Ambrogio Contarini i quartiere Ostiense och tillhör församlingen Santa Marcella.
Kyrkan förestås av Klarisseorden.
Kyrkans namn ”San Cosimato” antas vara en etymologisk förvrängning av namnen Cosma och Damiano.

## Kyrkans historia
Klarisseorden etablerade sig vid San Cosimato i Trastevere år 1234. Detta kloster exproprierades av den italienska staten i slutet av 1800-talet och klarissorna installerade sig då vid San Gregorio Magno al Celio. Efter att ha flyttat runt till olika lokaler vid Via Aurelia och senare vid Viale Vaticano slog sig nunnorna i början av 1930-talet ned vid Via Ambrogio Contarini. 
Kyrkans exteriör präglas av den gigantiska rundbågefasaden.

## Bilder
| - Parti av kyrkans fasad. |